# Pletschbach (Rhein)
Der Pletschbach ist ein linkes Nebengewässer des Rheins zwischen Dormagen und Köln-Worringen.
Die Quellen entsprangen ursprünglich an verschiedenen Zuläufen im Knechtstedener Wald. Durch den Braunkohleabbau und die daraus resultierende Grundwasserabsenkung sind diese jedoch alle versiegt. An 2 Stellen wird Wasser durch die RWE in den mit dem Pletschbach verbundenen Knechtstedener Graben eingefüllt, was jedoch nicht ausreicht, die trockenen Gräben zu fluten.
Daher ist der Pletschbach ab Knechtsteden bis Delhoven lediglich als trockener Graben ersichtlich, durch eine Regenwasserversickerung am Sportplatz Delhoven führt der Pletschbach dort erstmals wieder Wasser, hiernach versickert das Wasser wieder.
Weiter lässt sich der Graben des Pletschbachs in Richtung Hackenbroich verfolgen, in Höhe des Waldsees in Hackenbroich endet dieser jedoch. Früher führte er weiter durch Hackenbroich, speiste die Gräben der Burg Hackenbroich und führte weiter Richtung Schloss Arff,
wo er gleichfalls die Gräben des ehemaligen Wasserschlosses flutete. 
Ungefähr ab Schloss Arff ist der Graben des Pletschbachs, immer noch trocken, wieder ersichtlich. Er führt weiter Richtung Süd-West, unterquert den Kölner Randkanal, dann die A57. Trocken unterquert er die Worringer Landstraße in Richtung Worringer Bruch.
Ab hier führt der Pletschbach wieder Wasser und fließt westlich der B9 am Rande der Rheinaue noch bis zum Worringer Hafen und mündet hier mit dem Kölner Randkanal in den Rhein.